# Troll Lord Games
Troll Lord Games est un éditeur américain qui publie des jeux de rôle (basés sur des thèmes de fantasy et d'heroic fantasy), ainsi que le magazine The Crusader et d'autres jeux de société. Cet éditeur est surtout connu pour le jeu de rôle Castles & Crusades. Il a été l'éditeur principal de Gary Gygax entre 2001 et 2008 et a publié Lejendary Adventure (en), Gygaxian Fantasy Worlds et autres gammes.

## Histoire
Les premières publications de Troll Lord Games sont une série d'aventures conçues pour le jeu de rôle "Swords and Sorcery", développé par Davis Chenault et Mac Golden. Pour la Gen Con 2000, Troll Lord Games publie ces trois aventures, le système de jeu et le décor de campagne de Stephen Chenault "The After Winter's Dark". Ces publications coïncident avec la sortie de la licence libre d20 de Donjons et Dragons. En très peu de temps, Troll Lord Games réédite ces livres sous licence d20. A peu près au même moment, la société engage Gary Gygax et se consacre à la série "Gygaxian Fantasy World"; la série débute en 2001 par "The Canting Crew" de Gary Gygax. Stephen Chenault raconte les origines de Troll Lord Games et la façon dont lui et ses comparses se sont retrouvés impliqués dans la fondation d'une maison d'édition dans le magazine "The Crusader". 
Peu après, toujours en 2001, Troll Lord Games publie le "Codex of Erde" (qui deviendra plus tard Aihrde), un décor de campagne fantasy pour jeu de rôle, co-écrit par Stephen Chenault et Mac Golden avec des contributions de Davis Chenault et Gary Gygax. Dans ce livre, Gary Gygax écrit une aventure d'introduction, intitulée "Search for a Lost City". Ce scénario est un prélude à une autre publication de Troll Lord Games également publiée en 2001, intitulée "The Lost City of Gaxmoor", co-écrite par Ernie Gygax et Luke Gygax.
Troll Lord Games produit et publie également une série d'aventures se déroulant dans le décor de campagne fantasy du monde d'Erde, dont :
- un autre module intitulé "Dark Druids" (2002) écrit par Robert J. Kuntz, auteur de JDR et ancien employé de TSR.
- toujours en 2002, Gary Gygax et Troll Lord Games continuent a travailler aux "Gygaxian Fantasy Worlds" dans la série des guides pour les "constructeurs de monde".

En 2005, Troll Lord Games acquiert les droits de la gamme Lejendary Adventure (en) de Gary Gygax et publie une boîte de jeu comprenant une version abrégée des règles et des monsters sous-titrée "Essentials". À la suite de cette première boîte, vient la publication de "Living the Legend", un module pour Lejendary Adventure écrit par Gygax.
En 2008, Troll Lord Games publie une réédition reliée du roman de Gary Gygax "Saga of Old City" (une aventure de Gord le Fripon).

## Castles & Crusades
Le nom de ce jeu vient de la Castle & Crusade Society, fondée par Gary Gygax avant la publication de la 1ère édition de Donjons et Dragons. Ce titre est un hommage à la naissance de l'industrie du jeu de rôle.
Une édition spéciale du jeu "Castles & Crusades" paraît en 2004, sous la forme d'une boîte de jeu blanche illustrée par Peter Bradley qui contient des dés, trois livrets, un "Manuel des Joueurs", un livret "Monstres & Trésors" et une d'aventure d'introduction, chacun du format de la boîte de l'édition originale de Dungeons and Dragons. Une campagne de promotion sur le site internet de l'entreprise propose à la vente les 300 premières copies numérotées et signées par les auteurs. Plus tard dans la même année, la première édition du "Players Handbook" est publiée. Depuis, le "Players Handbook" a connu plusieurs rééditions en 2005, 2007, 2009, 2012 et 2014. Le supplément "Monsters & Treasure" est publié en 2005, avec plusieurs rééditions publiés en 2007, 2009 et 2015. Le "Castle Keeper's Guide" est publié en 2010, avec une réédition en 2015.
L'année 2005 est une année chargée et productive pour Troll Lord Games:
- publication du décor de campagne/aventure de Gary Gygax, un livre de 256 page intitulé "Castle Zagyg: Yggsburgh"[4] pour le jeu "Castles & Crusades". Une grande carte en couleur double-sided fold out de la ville et de ses environs dessinée par Darlene (artist) (en), l'artiste qui avait illustré TSR la carte à hexagones pour le Monde de Faucongris  comprise dans la boîte de jeu;
- publication du premier module écrit pour "Castle Zagyg: Yggsburgh" par Robert J. Kuntz, intitulé "Dark Chateau";
- publication de "Assault on Blacktooth Ridge (A1)", le premier module de Davis Chenault pour la série d'aventures "A" de "Castles & Crusades" situées dans le monde imaginaire d'Erde (sur le total des 13 initialement prévus, seuls les modules A1 à A5 seront publiés).

Gary Gygax continue à travailler sur le prochain volume de "Castle Zagyg" (à cette époque, le volume II) au cours des années 2006 et 2007. Il est l'invité d'honneur de la 40e édition de la Gen Con (2007) sur le stand de Troll Lord Games. Ce sera sa dernière Gen Con. Le volume longtemps attendu "Castle Zagyg: The Upper Works" est présenté sur le stand de Troll Lord Games l'année suivante, en 2008.
En 2007, Troll Lord Games met à jour la campagne du Monde d'Erde, change son nom en Aihrde et publie un atlas de 48 pages intitulé "After Winter’s Dark" qui fait d'Aihrde le décor de campagne officiel de la Gamme "Castles & Crusades". Le "Castle Keepers Guide", une collection de règles et de suggestions alternatives pour modifier le système, est publié en février 2011.

### Système
Le mécanisme du jeu Castles & Crusades est basé sur le d20 system, conçu par Wizards of the Coast et modifié pour créer une version simplifiée du jeu. Toutes les classes et races de base, le système d'alignement, les caractéristiques et les points de vie sont gardés avec de légers ajustements quant aux dés de vie. Le système extrêmement intriqué des compétences et des dons 3e édition de D&D sont laissés de côté et remplacés par ce que les auteurs nomment le "Siege Engine", conçu comme un mécanisme de jeu extrêmement simple avec des applications universelles, conforme aux termes de la Licence ludique libre.
Le système Siege Engine fonctionne avec des jets de caractéristiques. Les caractéristiques sont divisées en attributs primaires et secondaires. Les attributs primaires ont une chance de réussite de base de 12, tandis que les attributs secondaires ont une chance de succès de base de 18. Le MJ, appelé le Gardien du Château, définit un niveau de défi à cette chance de base et le chiffre obtenu, appelé défi de classe, est le nombre à atteindre pour réussir le jet. Le joueur ajoute le niveau de son personnage, les bonus éventuels de caractéristique et les bonus de classe à son jet. Si le résultat obtenu égale ou excède le défi de classe, il réussit son action. Sauf pour le combat, le système Siege Engine est conçu pour être utilisé à chaque fois qu'un jet est nécessaire en cours de partie.
Alors que les deux premières éditions du "Players Handbook" étaient virtuellement identiques à l'exception d'un changement dans la police des titres, la 3e édition introduit une classe de remplacement de barbare. La 4e édition introduit une variante de l'illusionniste conçue par James M. Ward qui permet aux membres de cette classe de personnage de soigner les autres. La version actuelle introduit une simplification des règles d'encombrement pour une meilleure fluidité du jeu.

### Décors
Les livres de base du jeu ne sont liés à aucun décor de campagne. Cependant, même si les joueurs peuvent placer leurs aventures dans le décor de leur souhait, certains décors de campagne ont été publiés pour le jeu.
Aihrde
Autrefois nommé Erde, Aihrde est le décor de campagne par défaut de Troll Lord Games, conçu à l'origine comme un cadre "d20" pour Donjons et Dragons. Un résumé de ce décor est disponible dans le "World of Aihrde Folio". Des livres comme "The Free City of Eskadia" développent le monde du jeu en détaillant certaines sections.
Bluffside
Le second décor de campagne de Troll Lord Games pour "Castles & Crusades", Bluffside est la conversion et l'expansion d'un produit "d20" précédemment publié par Thunderhead Games (en). Bluffside est conçu pour être soit intégré dans leur campagne existante, soit dans le décor proposé.
Haunted Highlands
Le troisième décor de campagne pour "Castles & Crusades" est présenté l'objet de la série d'aventures "DB" de Troll Lord Games.
Inaze
Ce décor de campagne cru et réaliste est l'objet de la série d'aventures "I" de Troll Lord Games.

## Publications par sujet

### Castles & Crusades
- Castles & Crusades - Players Handbook (6e édition)
- Castles & Crusades - Monsters & Treasure (4e édition)
- Castles & Crusades - Castle Keepers Guide
- Of Gods & Monsters
- Monsters & Treasure of Aihrde
- Classic Monsters: The Manual

#### Aventures
- A0: Rising Knight
- A1: Assault on Blacktooth Ridge
- A2: The Slag Heap
- A3: The Wicked Cauldron
- A4: Usurpers of the Fell Axe
- A5: Shattered Horn
- A6: Of Banishment & Blight
- A7: Beneath the Despairing Stone
- C1: The Mortality of Green
- C2: Shades of Mist
- D1: Chimera's Roost
- DA1: Dark Journey
- DB1: Haunted Highlands
- DB2: Crater of Umeshti
- DB3: The Deeper Darkness
- DB4: Dro Mandras
- DB5: Conquered East
- DB6: Dwellers in the Darkness
- I1: Vakhund
- I2: Dzeebagd
- I3: Felsentheim
- S1: Lure of Delusion
- S2: Dwarven Glory
- U1: Shadows of the Halfling Hall
- U2: Verdant Rage
- U3: Fingers of the Forsaken
- Heart of Glass
- Towers of Adventure
- Boîte de jeu "Umbrage Saga"

#### The Crusader Journal
- The Crusader, n°. 1
- The Crusader, n°. 2
- The Crusader, n°. 3
- The Crusader, n°. 4
- The Crusader, n°. 5
- The Crusader, n°. 6
- The Crusader, n°. 7
- The Crusader, n°. 8
- The Crusader, n°. 9
- The Crusader, n°. 10
- The Crusader, n°. 11
- The Crusader, n°. 12
- The Crusader, n°. 13
- The Crusader, n°. 14
- The Crusader, n°. 15
- The Crusader, n°. 16
- The Crusader, n°. 17
- The Crusader, n°. 18
- The Crusader, n°. 19
- The Crusader, n°. 20
- The Crusader, n°. 21
- The Crusader, n°. 22
- The Crusader, n°. 23

### Publications deGary GygaxchezTroll Lord Games

#### Gygaxian Fantasy Worlds
- Gary Gygax's The Canting Crew (GFW Vol. I) (d20/Lejendary Adventure)
- Gary Gygax's World Builder (GFW Vol. II) (d20/Lejendary Adventure)
- Gary Gygax's Living Fantasy (GFW Vol. III) (d20/Lejendary Adventure)
- Gary Gygax's Extraordinary Book of Names (GFW Vol. IV) (d20/Lejendary Adventure)
- Gary Gygax's Insidiae (GFW V) (d20/Lejendary Adventure)
- Gary Gygax's Nation Builder (GFW VI) (d20/Lejendary Adventure)
- Gary Gygax's Cosmos Builder (GFW Vol. VII) (d20/Lejendary Adventure)
- Gary Gygax's Essential Places (GFW Vol. VIII) (d20/Lejendary Adventure)

#### Lejendary Adventure
- Lejendary Adventure Essentials
- Hall of Many Panes
- More Beasts of Legend
- Living the Legend
- They Who Watch
- Fish for Breakfast
- Problem of Manors
- The Hermit
- The Rock

### Publications souslicence d20
- Vakhund: Into the Unknown
- Dzeebagd: Under Dark and Misty Ground
- Felsentheim: Dogs of War
- By Shadow of Night
- A Lion in the Ropes
- Galal’s Grave)
- The Malady of Kings
- Winter Runes, BR I
- The Mortality of Green
- The Fantastic Adventure
- Heart of Glass
- St. Anton’s Fire
- Blood Royal
- City Sourcebook Vol I: NPC
- Temple of Kubla Khan
- Tomb of Kubla Khan
- The Dungeon of Kubla Khan
- Brystle Vale
- The Lost City of Gaxmoor
- Dark Druids

## Publications par année
2000
- After Winter's Dark Fantasy Campaign Setting (Swords & Sorcery)
- The Mortality of Green (Swords & Sorcery)
- The Fantastic Adventure (Swords & Sorcery)
- Vakhund Into the Unknown (Swords & Sorcery)
- Galal's Grave (A Fiend Games Production) (d20)

2001
- Lion in the Ropes (d20)
- Malady of Kings (d20)
- Vakhund Into the Unknown (d20)
- Dzeebagd Under Dark & Misty Ground (d20)
- Felsentheim Dogs of war (d20)
- The Fantastic Adventure (d20)
- The Mortality of Green (d20)
- The Codex of Erde (d20)

2002
- Gary Gygax's The Canting Crew (GFW Vol. I) (d20/Lejendary Adventure)
- The Lost City of Gaxmoor (d20)
- Winter Runes (d20)
- Bergholt (d20)
- Gary Gygax's World Builder  (GFW Vol. II) (d20/Lejendary Adventure)

2003
- Gary Gygax's Living Fantasy (GFW Vol. III) (d20/Lejendary Adventure)

2004
- Gary Gygax's Extraordinary Book of Names (GFW Vol. IV) (d20/Lejendary Adventure)
- The Book of Familiars (d20)
- Gary Gygax's World Builder (2nd Printing) (d20/Lejendary Adventure)
- Castles & Crusades Players Handbook (1ère édition) (Castles & Crusades)

2005
- Monsters & Treasure (Castles & Crusades)

2006
- Gary Gygax's Cosmos Builder (GFW Vol. VII) (d20/Lejendary Adventure)
- Fish for Breakfast (Lejendary Adventure)

2007
- Castles & Crusades Players Handbook (3e édition) (Castles & Crusades)

2008
- Gary Gygax's Castle Zagyg Upper Works (Castles & Crusades)
- Star Siege (Siege Engine)

2009
- Of Gods & Monsters (Castles & Crusades)
- Tainted Lands (Siege Engine, Castles & Crusades)
- Castles & Crusades Players Handbook (4e édition) (Castles & Crusades)
- Heart of Glass (Castles & Crusades)

2010
- Harvesters (Castles & Crusades)
- Monsters & Treasure of Aihrde
- Fields of Battle (Castles & Crusades)

2011
- Castles & Crusades Castle Keepers Guide (Castles & Crusades)

## Liens extérieurs
- Troll Lord Games website